# Urothemis thomasi
Urothemis thomasi é uma espécie de libelinha da família Libellulidae. 
Pode ser encontrada nos seguintes países: Omã e possivelmente na Somália.
Os seus habitats naturais são: rios e nascentes de água doce.
Está ameaçada por perda de habitat. 